# كريستيان هايم
كريستيان هايم (بالإنجليزية: Christian Heim)‏ هو طبيب نفسي وملحن أسترالي، ولد في 1960.